# 常安寺 (長岡市)

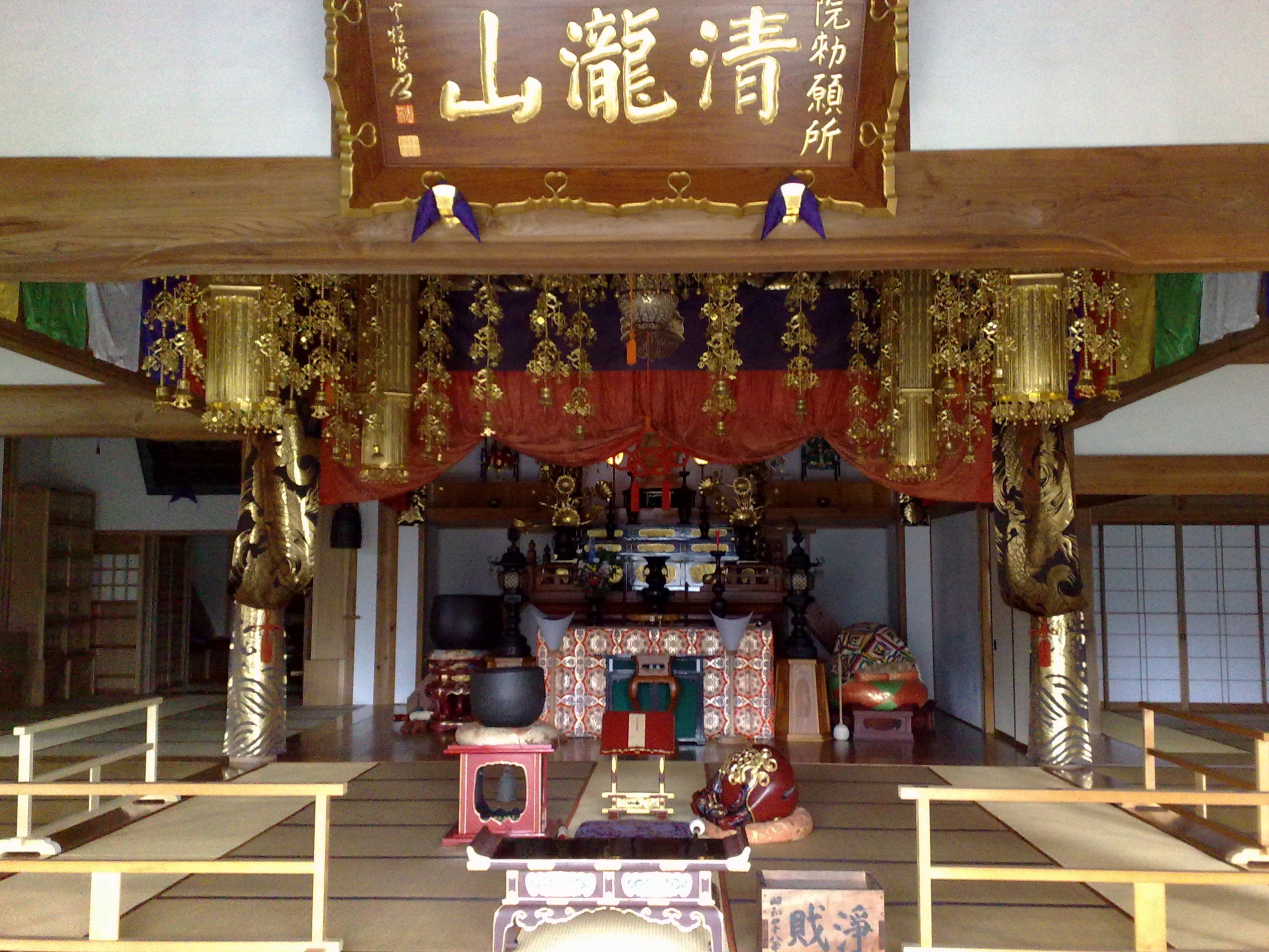
常安寺

常安寺（じょうあんじ）は、新潟県長岡市谷内2丁目(旧栃尾市)の秋葉山麓にある曹洞宗の寺院。山号は報恩林清瀧山。
寺伝では長尾景虎（上杉謙信）が、瑞麟寺5世住職を開山に創建したとされる。上杉景勝の会津移封に伴い、会津、米沢に移転したが、元禄14年（1701年）に現在地に復興される。
末寺に東中俣の東光寺、原の善昌寺、泉の玉泉寺、常安寺門前の観音寺がある。